# Guerre à mort
Ne doit pas être confondu avec Guerre à mort (Chili).
Guerres d'indépendance en Amérique du Sud
Batailles
Prise de Carthagène (1815), Prise de Bogota (1816), Bataille de Calabozo (1818), Bataille de La Puerta (1818), Campagne libératrice de Nouvelle-Grenade (mai-août 1819)
On appelle Guerre à mort la période historique de la guerre d'indépendance du Venezuela comprise entre 1812 et 1820. Elle débute à la chute de la première république du Venezuela après la victoire de Domingo Monteverde, et se conclut par la signature du traité de régularisation de la guerre entre Simón Bolívar et Pablo Morillo.

## La déclaration deGuerre à mort
Il s'agit de l'adoption du modèle de la révolution haïtienne, qui avait déclaré la « guerre à mort » aux Français entre 1793 et 1804, c'est-à-dire une guerre d'extermination. Le général haïtien Dessalines en avait exposé les principes à Francisco de Miranda, mais celui-ci refusa de la mettre en pratique, et préféra capituler face à Domingo Monteverde en 1812.
Cependant les patriotes du Congrès de Carthagène finirent par l'adopter en janvier 1813, sur le conseil d'Antonio Briceño.

### La convention de Carthagène
Briceño avait longuement réfléchi aux raisons qui avaient entraîné l'échec de l'expédition française de Saint-Domingue, composée de vétérans des guerres de la Révolution, vainqueurs en Europe mais vaincus dans la « guerre à mort » d'Haïti.
Le 16 janvier 1813, à Carthagène des Indes, Antonio Nicolás Briceño trace les principes fondamentaux d'une guerre d'extermination dans la Convention de Carthagène (es), qui fut adoptée par les caudillos indépendantistes et contresignée par : Antonio Rodrigo (capitaine de carabiniers), José Debraine, Luis Marqués (lieutenant de cavalerie), Jorge Delon, B. Henriquéz (lieut. de chasseurs), Juan Silvestre Chaquea, Francisco de Paula Navas. À la suite de l'adoption de la convention, Briceño organise un corps de volontaires, dont le premier objectif est donc littéralement de « détruire la race maudite des Espagnols européens et des insulaires des Canaries au Venezuela (...) Pas un seul ne doit rester en vie ». Dans cette optique, ils recoururent à un panel de moyens pour répandre la terreur.

### Le Décret de guerre à mort
Trois mois après l'adoption de la Convention de Carthagène par les caudillos indépendantistes, Simón Bolívar et Manuel del Castillo y ajoutent à Cúcuta le fameux Décret de Guerre à mort, le 20 mars 1813. Le but de Bolivar est initialement de changer le point de vue de l'opinion publique sur la guerre vénézuélienne, en la définissant comme un conflit entre nations distinctes et non comme la guerre civile d'une colonie de la Couronne espagnole. Mais le Décret concrétise surtout l'adoption du principe par les forces indépendantistes de Nouvelle-Grenade et du Venezuela, transformant ainsi la Campagne Admirable en une guerre sale et chaotique qui donnera son nom à cette période historique. « Espagnols et Canariens, même indifférents, comptez sur la mort si vous n'œuvrez pas pour la liberté de l'Amérique. Américains, comptez sur la vie, quand bien même seriez-vous coupables ».
À la fin de la campagne, Bolivar écrivit au Congrès de Nouvelle-Grenade qu'il avait traversé neuf villes et villages, où « tous les Espagnols et les insulaires des îles Canaries, presque sans exceptions, ont été fusillés ».

## L'année 1814
Il s'agit d'une période particulièrement violente de la guerre d'indépendance du Venezuela, au cours de laquelle les armées des deux camps (royaliste et républicain) ne firent pas de prisonniers, et se livrèrent au contraire à des représailles systématiques sur les populations civiles. La Guerre à mort atteint son paroxysme en l'an 1814, pendant lequel José Tomás Boves, à la têtes des Llaneros (cavaliers, paysans qui élevaient du bétail dans les plaines du Venezuela et de Colombie, et qui eurent un rôle essentiel au cours des Guerres d'indépendance en Amérique du Sud) au cri de « Mort aux Blancs ! » déchaîna une lutte féroce qui liquida la Seconde République vénézuélienne. À la fin de la Campagne Admirable, à Caracas, le 8 février 1814, sur ordre de Bolivar, le général Arismendi fait exécuter 800 Espagnols en 3 jours. Le même Arismendi exécutera un peu plus tard près de 500 grabataires et malades espagnols à La Guaira, pour « augmenter son chiffre » — la Convention de Carthagène (es) décrit en effet un système de promotions fondé sur le nombre de têtes espagnoles rapportées par un officier.
Les historiens ont qualifié cette période de guerre civile entre les vénézuéliens loyalistes, fidèles à la couronne d'Espagne, et ceux qui voulaient l'indépendance.

## L'expédition pacificatrice de 1815
Mais avec la mort de Boves et le remplacement de ses Llaneros par une armée régulière, l'expédition pacificatrice de 1815, qui devint l'« Armée de la Costa Firme » commandée par le général Pablo Morillo, la guerre commença de s'humaniser. D'autant que Morillo avait pour mission, en plus de la reconquête de la Nouvelle-Grenade, le désarmement et la dispersion des incontrôlables partisans de Boves.

### La reconquête de la Nouvelle-Grenade (1815-1817)
En Nouvelle-Grenade, après la prise de Carthagène (1815), la répression royaliste menée par Pablo Morillo contre la révolution américaine frappe surtout les meneurs créoles et les idéologues révolutionnaires, c'est-à-dire une partie de l'aristocratie et des penseurs et savants colombiens. Ils sont poursuivis systématiquement, emprisonnés, condamnés ou dispersés. L'année 1816 est la plus sanglante de la répression. Deux exécutions notamment frappèrent l'opinion publique néogrenadine. Celle de l'ancien président Camilo Torres et celle du savant Francisco José de Caldas. Pablo Morillo, avant cette dernière exécution, se serait exclamé « L'Espagne n'a pas besoin de savants ! ». De fait, les écrits, proclamations et même les portraits des révolutionnaires convaincus par la justice royaliste, étaient brûlés en place publique (les travaux de l'expédition royale botanique du nouveau royaume de Grenade ne furent sauvés qu'in extremis, car réclamés par l'Espagne).

### Après 1816
L'influence de la révolution haïtienne ne cessa pas de se faire sentir. À partir de 1816, Haïti fut un lieu stratégique clé pour les patriotes vénézuéliens. Avec l'appui du président noir Alexandre Pétion (qui exigeait de Bolivar un Décret d'émancipation générale des esclaves), deux expéditions patriotiques furent mises sur pied à destination du Venezuela entre 1816 et 1817. La première aboutit à un désastre. La seconde permit aux patriotes de s'établir sur les rives du fleuve Orénoque, d'où purent être lancées les opérations continentales qui conduisirent au succès de la campagne de Guyane de 1817.
Cependant, la crainte des patriotes de voir au Venezuela une « révolution des noirs » comme celle d'Haïti en 1791 finit par le jugement du caudillo mulâtre Manuel Piar en 1817.

## Abandon du principe deGuerre à mort
À la fin de la campagne libératrice de la Nouvelle-Grenade en juin 1820, la situation des patriotes était déjà suffisamment forte et avantageuse pour leur permettre d'abandonner la Guerre à mort et de négocier avec Pablo Morillo un traité d'armistice et de régularisation de la guerre, finalement signé par Bolivar et Morillo le 27 novembre 1820 à Santa Ana de Trujillo.